# Stade olympique d'Anvers
 (mars 2025).
Si vous disposez d'ouvrages ou d'articles de référence ou si vous connaissez des sites web de qualité traitant du thème abordé ici, merci de compléter l'article en donnant les références utiles à sa vérifiabilité et en les liant à la section « Notes et références ».
Le stade olympique d'Anvers (ou Kielstadion ou stade du Beerschot) a été construit pour être le principal stade pour les Jeux olympiques d'été de 1920 à Anvers.

## Histoire
Le comité d'organisation de ces jeux concentra un maximum d'épreuves autour de ce stade qui fut le théâtre des épreuves d'athlétisme, de football, de rugby à XV et de gymnastique. La piste fut l'œuvre de Charles Perry, le premier grand spécialiste mondial des pistes d'athlétisme. Il est possible que Archibald Leitch ait été impliqué dans la conception du stade, après avoir effectué plusieurs visites avant les Jeux.
Le stade olympique disposait d'une capacité de 35 000 spectateurs pendant les jeux. Après les jeux, sa capacité fut réduite à 12 771 spectateurs. Il est actuellement utilisé comme terrain du club de football belge K Beerschot VA.

## Événements
- Jeux olympiques d'été de 1920
- Olympiades ouvrières de 1937 (en)

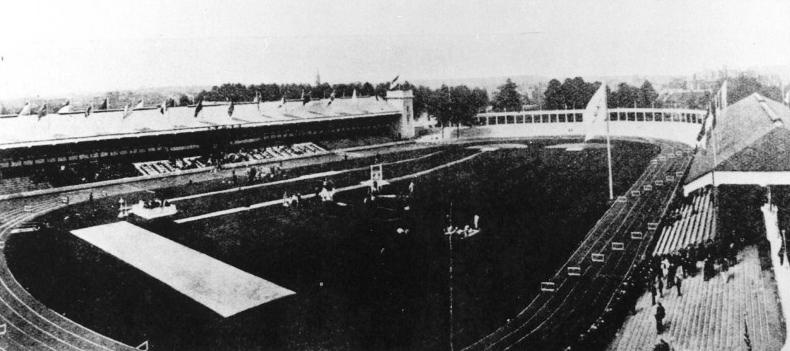
Le stade olympique en 1920
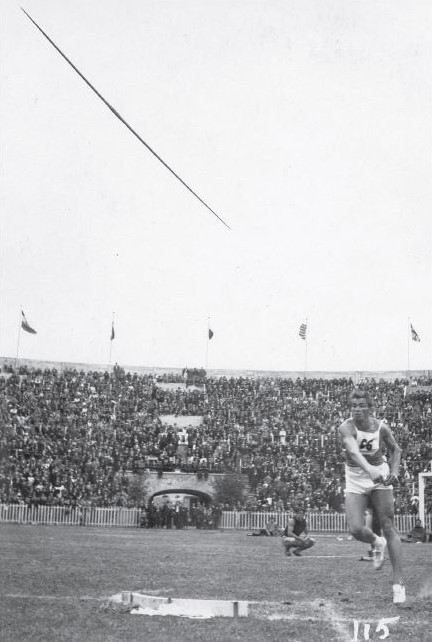
Le lanceur de javelot Tapio Rautavaara
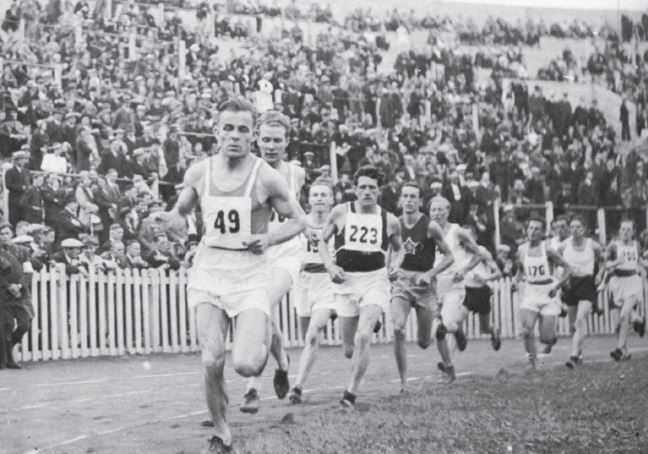
Le 5 000 mètres couru lors des Olympiades ouvrières avec Valto Salmi (49) et le futur vainqueur Seraphim Znamensky (223).
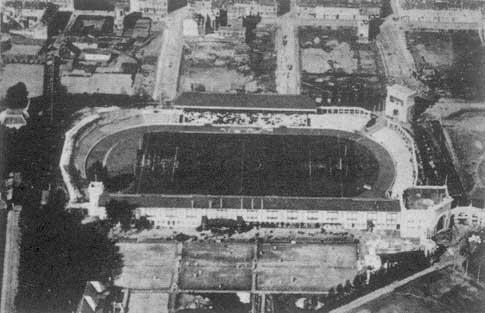
Vu aérienne du stade.
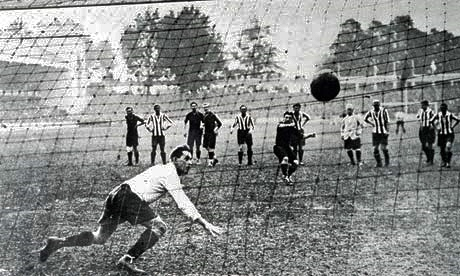
But de Robert Coppée en finale des Jeux.